# Balian d'Ibelin (1240-1302)
Pour les articles homonymes, voir Balian d'Ibelin.
Balian d'Ibelin, né en 1240, mort vers 1301, sénéchal de Chypre, fils de Guy d'Ibelin, maréchal et connétable de Chypre, et de Philippa Barlais.
Il épousa Alice de Lampron, petite-fille du côté paternel de Stéphanie de Barbaron et du côté maternel de Raymond-Roupen d'Antioche, et eut :
- Guy d'Ibelin (1286 † 1308), sénéchal de Chypre
- Marie d'Ibelin mariée en 1299 avec Roupen de Montfort
- Isabelle d'Ibelin, mariée à Jean d'Ibelin